# ドナルドの黄金狂
『ドナルドの黄金狂』（ドナルドのおうごんきょう）または『ドナルドのゴールド大好き』（ドナルドのゴールドだいすき、原題：Donald's Gold Mine）は、ウォルト・ディズニー・プロダクション（現：ウォルト・ディズニー・カンパニー）が製作した1942年7月24日公開のアニメーション短編映画作品。ドナルドダック・シリーズの第39作である。

## あらすじ
鉱夫を勤めるドナルドはある日、つるはしのトラブルから偶然に金塊を見つける。「大金持ちだ！」と大騒ぎするが、荷車引きとしてこき使われていたロバは体に金塊が当たって驚き、金塊ごと飼い主を精錬所に放り込んでしまう。

## スタッフ
- 製作：ウォルト・ディズニー
- 監督：ディック・ランディー

## キャスト
| キャラクター   | 原語版               | 旧吹き替え版 | 新吹き替え版 |
| -------------- | -------------------- | ------------ | ------------ |
| ドナルドダック | クラレンス・ナッシュ | 関時男       | 山寺宏一     |
| ナレーター     | -                    | 江原正士     | -            |

## 日本での公開

### 収録
- 『ドナルドダック・クロニクル Vol.2 限定保存版』（DVD、ブエナ・ビスタ・ホーム・エンターテイメント、新吹き替え版）